# Back from the Grave (серия)

Обложка пластинки «Back From The Grave» Volume One

Back from the Grave — серия компиляций гаражного рока 1960-х, выпущенная на лейбле Crypt Records.
Изначально серия состояла из 8 долгоиграющих пластинок, выпущенных в период с 1983 по 1992 год. Выпуск седьмой и восьмой были двойными альбомами. Начиная с 1994, серия переиздаётся на компакт-дисках. В связи с тем, что CD технология позволяет записать больше музыки на один носитель, первые семь выпусков уместились на четыре диска с некоторыми сокращениями. Восьмой выпуск серии был выпущен на CD в 1994, с четырьмя композициями, опущенными в виниловой версии. Таким образом, это единственное CD переиздание в серии, которое наиболее сходно с оригиналом на грампластинке. Восемь виниловых изданий озаглавлены «Back From The Grave, Volume 1,» и т. д. Пять дисков серии озаглавлены «Back From The Grave, Part 1,» и т. д. Стоит обратить внимание, что CD переиздание нумеруется следующим образом: Part 1, Part 2, Part 3, Part 4 и Part 8. То есть номера 5,6,7 не используются, так как части 1-4 соответствуют первым семи пластинкам, а часть 8 полностью соответствует 8 выпуску. В 2015 вышли 9 и 10 части на пластинках, в CD версии они были объединены.

## Музыка
В отличие от многих других сборников гаражной музыки, серия Back From The Grave включает в себя исключительно сырую и более агрессивную сторону жанра. Психоделический рок составителями сознательно проигнорирован. Также в серии присутствует всего несколько поп и фолк композиций.
В результате, записи заполнены громкими песнями, фуззованными гитарами и дерзкими вокальными партиями. Отчетливо прослеживается влияние таких коллективов, как Rolling Stones, Yardbirds, ранние Kinks и Pretty Things. Согласно информации на вкладках в пластинкам, все композиции были записаны американскими группами между 1964 и 1967 годами.

## Оформление

Задняя обложка пластинки «Back From The Grave Volume One» с фотографиями групп

Серия стремится следовать за манерой упаковки, установленной сборником Nuggets и серией Pebbles: каждый выпуск включает в себя подробные вкладки с информацией о каждой группе и композиции, дату записи. Тем не менее, стиль подачи информации в серии Back From The Grave уникален. Информация, размещенная на конвертах пластинок, является тщательным исследованием, часто с юмористическими деталями, информацией о том, как проходила запись и подобными интересными деталями. Составители серии Back From The Grave стали первыми, кто озадачился отыскать участников групп, чтобы предоставить такую подробную информацию во вкладках к записям. Более того, иногда они даже платили роялти группам, включенным в компиляции. Сопроводительная информация так же отличается своим характерным стилем — восторженным, украшенным умышленными ошибками и сленгом, юмористическими отступлениями и прочими странностями. Тексты написаны в довольно самоувернной манере, нередко включают насмешки над психоделической музыкой, арт-роком и коммерчески успешной музыкой. В оформлении также использованы фотографии групп, включенных в сборники, а на обложках размещены комиксовые изображения зомби (призванных олицетворять музыку, найденную для каждого выпуска), выбирающихся из могил и «атакующих» всевозможные проявления прогрессивно и мейнстримно-ориентированного мира.

## Значение
«Back From the Grave» — одна из важнейших и влиятельных серий гаражных сборников. Несмотря на то, что подход серии к жанру гораздо уже, чем у других серий, треки, собранные для восьми выпусков серии, считаются подлинными жемчужинами жанра. Влияние «Back From the Grave» можно проследить и в других, более поздних сериях, обнаруживших сходный подход к подбору композиций и оформлению.
Канадский музыкант King Khan в интервью изданию Pitchfork признался:

Вот, что я скажу: Crypt Records и Norton Records вдохновили сегодняшний рок’н’ролл. Jay Reatard, The Black Lips, Spaceshits, King Khan & the Shrines — все мы дети этих записей: «Back from the Grave», «God Less America». Если бы этих сборников не было, мы бы не были теми, кто мы есть сегодня.
Оригинальный текст (англ.)I'll say this: Crypt and Norton Records are what inspired the modern rock'n'roll of today. Jay Reatard, the Black Lips, Spaceshits, King Khan & the Shrines-- all of us are children of those records: Back from the Grave, God Less America. If it weren't for those compilations, we wouldn't be who we are today.

## Список композиций
| №  | Название                | Автор(ы)     | Длительность |
| -- | ----------------------- | ------------ | ------------ |
| 1. | «My Confusion»          | Elite        | 2:12         |
| 2. | «Do You Understand Me»  | Jujus        | 2:29         |
| 3. | «Yeah»                  | Alarm Clocks | 2:46         |
| 4. | «No Reason To Complain» | Alarm Clocks | 2:12         |
| 5. | «That's The Bag I'm In» | Fabs         | 2:24         |
| 6. | «Cry»                   | Malibus      | 2:16         |
| 7. | «Ya Ha Be Be»           | Bel-Aires    |              |
| 8. | «I'll Come Again»       | Legends      | 2:08         |

| №   | Название                    | Автор(ы)                 | Длительность |
| --- | --------------------------- | ------------------------ | ------------ |
| 9.  | «Rats Revenge Part 1»       | Rats                     | 3:12         |
| 10. | «Rats Revenge Part 2»       | Rats                     | 2:35         |
| 11. | «We All Love Peanut Butter» | One Way Streets          | 2:47         |
| 12. | «Night Of The Phantom»      | Larry And The Blue Notes | 2:11         |
| 13. | «Jack The Ripper»           | One Way Streets          | 2:20         |
| 14. | «Psycho»                    | Swamp Rats               | 2:56         |
| 15. | «Ghost Power»               | Chords                   |              |

## Список литературы
1. ↑  Mike Stax, アーカイブされたコピー. Дата обращения: 18 июня 2009. Архивировано из оригинала 4 марта 2009 года. Back From the Grave Volume 3 review, Ugly Things #4, 1985. Retrieved on 2009.06.18.
2. ↑  Review of Back From the Grave Vol. 1 (CD), Turn Me On, Dead Man Архивированная копия. Дата обращения: 23 сентября 2015. Архивировано 21 марта 2012 года.. Retrieved on 2009.06.18.
3. ↑  Mike Stax, アーカイブされたコピー. Дата обращения: 18 июня 2009. Архивировано из оригинала 4 марта 2009 года. Back From the Grave Volume 8 review, Ugly Things #15. Retrieved on 2009.06.18.
4. ↑  Ben Blackwell, アーカイブされたコピー. Дата обращения: 18 июня 2009. Архивировано из оригинала 4 марта 2009 года. Quagmire Volume 3 review, Ugly Things #22. Retrieved on 2009.06.18.
5. ↑  King Khan,  Архивная копия от 9 августа 2011 на Wayback Machine Interviews: King Khan & the Shrines by Stuart Berman, August 4, 2008.